# Schneckenskink
Der Schneckenskink (Hemisphaeriodon gerrardii, Syn.: Tiliqua gerrardi), auch Rosazungenskink oder Schnecken-Blauzungenskink genannt, ist eine große Skinkart aus dem östlichen Australien.

## Beschreibung
Der Schneckenskink erreicht eine Länge von 40 cm, wobei der Schwanz etwa die Hälfte der Gesamtlänge ausmacht. Er hat eine silbergraue bis bräunliche Grundfärbung. Auf dem Rücken sind zahlreiche dunkelbraune Querbänder zu erkennen. Die Bauchseite und die seitlichen Partien seines Kopfes sind grau, gelblich, orange oder leicht rosa gefärbt. Ein auffallendes Merkmal das ihn gut von den Blauzungenskinken (Tiliqua) unterscheidet ist die rosafarbene Zunge.
Die Art ist dämmerungsaktiv und kann mit Hilfe der starken Krallen und des sehr beweglichen Schwanzes auch auf niedrige Pflanzen klettern.

## Verbreitung
Der Schneckenskink kommt im östlichen Australien vor. Das Verbreitungsgebiet erstreckt sich von Gosford (nördlich von Sydney) im Bundesstaat New South Wales bis Cape York am Nordende von Queensland. Hier bewohnt er als Bodenbewohner halbfeuchte und trockene Wälder.

## Ernährung
Der Schneckenskink ernährt sich hauptsächlich von Schnecken (Nackt- und Gehäuseschnecken). Schneckengehäuse knackt er, indem er die Gehäuseschnecke ins Maul nimmt und seitwärts auf den Boden schlägt. Außerdem frisst er allerlei Insekten, deren Larven und Spinnen.

## Fortpflanzung
Die Geschlechtsreife ist mit 1,5 Jahren erreicht. Die Paarungszeit beginnt im Frühjahr bzw. nach der Winterruhe. Männchen verfolgen geschlechtsreife Weibchen oft tagelang, bis sie paarungsbereit sind. Während der Paarung verbeißt sich das Männchen in den Nacken oder unterhalb eines Vorderbeins des Weibchens. Die Trächtigkeit dauert rund 5 Monate. Das Weibchen ist lebendgebärend und bringt 7 bis 25 Jungtiere zur Welt. Sie haben eine Geburtsgröße von 6 bis 10 cm und weisen eine schwarze Querbänderung auf hellbraunem bis rötlichem Grund auf.